# Cathédrale du Sacré-Cœur de Bloemfontein
Pour les articles homonymes, voir Cathédrale du Sacré-Cœur.
La cathédrale du Sacré-Cœur, située à Bloemfontein, capitale de la province d'État-Libre en Afrique du Sud, est le siège de l'archevêque de l'archidiocèse de Bloemfontein.